# Прийма Іван
Прийма Іван (186?, Галичина – 1921, Харків) – директор української гімназії у м. Яворів, директор Першої Полтавської української гімназії імені І. Котляревського (1917-1921), політв'язень.
Після захоплення Галичини російськими військами під час 1-ї світової війни насильно вивезений до Полтави, тримався у полтавській в’язниці. Звільнений завдяки В. Г. Короленку, В. Н.Андрієвському та П. І. Чижевському. Працював у Полтавській Міській Управі. У 1917 І. Прийма був призначений директором Полтавської української гімназії імені І. Котляревського – першої української гімназії на Полтавщині і другої в Україні. Керував позашкільною освітою. Стояв на чолі полтавської «Просвіти» після відновлення її роботи. Після захоплення Полтави більшовиками – член повстанського комітету. Навесні 1921 заарештований і вивезений до Харкова. Помер у харківській в'язниці від тифу, попередивши розстріл.

## Вшанування пам'яті
У Полтаві існує провулок Івана Прийми.